# Jonas Thente
Jonas Niklas Bosson Thente, född 19 oktober 1964, är en svensk litteraturkritiker och redaktör på Dagens Nyheter, som varit verksam vid tidningen sedan slutet av 1990-talet. Han var en återkommande skribent i tidskriften 00-tal. Thente har också översatt William S. Burroughs. Tidigare har han skrivit litteraturkritik i Nordvästra Skånes Tidningar (där han började medan han studerade litteraturvetenskap vid Lunds universitet), IDag, Sydsvenska Dagbladet och därefter Göteborgs-Posten, där han var biträdande kulturchef, innan han började vid Dagens Nyheter.
2014 skrev Thente om fenomenet näthat och gav uttryck för åsikten att det inte var näthatarna som var det demokratiska problemet, utan att det snarare var media som var det, och då särskilt vänsterorienterade politiska kulturdebattörer, och att media ägnade sig åt klassmobbning av samhällets förlorare i samband med jagandet av näthatare. Detta ledde till en omfattande debatt där Thente fick kraftig kritik från många kulturdebattörer och andra inom media.

## Översättningar
- Jami Bernard: Quentin Tarantino (Quentin Tarantino: the man and his movies) (Leander Malmsten, 1996)
- William S. Burroughs: Biljetten som exploderade (The ticket that exploded) (Funclub, 2005)